# Rise (álbum de Bad Brains)
Rise es el quinto álbum de estudio de la banda norteamericana de hardcore punk Bad Brains. Se lanzó el 17 de agosto de 1993 y es el primero con la discográfica Epic. Según Allmusic, con este disco, el grupo se convierte en una banda de thrash metal con elementos de rap y reggae. Es el primer álbum sin el batería y el cantante originales.

## Listado de canciones
1. Rise (Joseph I, Jenifer)
2. Miss Freedom (Joseph I, Jenifer)
3. Unidentified (Jenifer, Miller, Jayson)
4. Love Is The Answer (Joseph I, Jenifer, Miller)
5. Free (Joseph I, Jenifer, Jayson)
6. Hair (L. Graham)
7. Coming In Numbers (Jenifer, Miller)
8. Yes Jah (Joseph I, Miller)
9. Take Your Time (Joseph I, Jenifer, Miller, Jayson)
10. Peace Of Mind (Joseph I, Jenifer, Miller, Jayson)
11. Without You (Joseph I, Jenifer)
12. Outro (Jenifer, Miller)

## Créditos
- Israel Joseph I - voces
- Dr. Know - guitarra
- Darryl Jenifer - bajo
- Mackie Jayson - batería

- Datos: Q3936448